# Omagh
Omagh (ír nyelven an Ómaigh) városa Észak-Írországban fekszik, Tyrone megye (ír nyelven Thír Eoghain) székhelye. A város neve magyarul Szent (vagy Szűz) Síkság. Lakossága 22 182 fő.

## A város története
792-ben apátságot építettek a területen, ezt tartják Omagh megalapítása dátumának.
Omagh 1610-ben lett város.
Az omagh-i ferences rendház menedéket nyújtott az 1641-es forradalom menekültjeinek.
1689-ben III. (Orániai) Vilmos támogatói felgyújtották a várost.
1768-ig Dungannon volt a megyeszékhely, Omagh azóta viseli ezt a címet.
1998. augusztus 15-én az IRA autóba rejtett bombával merényletet hajtott végre a városban, melynek következtében 29 ember meghalt.

## Elhelyezkedése
Omagh a Camowen és a Drumragh folyók találkozásánál fekszik. A két folyó egyesülése után Strule néven folyik tovább.

## Sport
A város futballcsapata, az Omagh United FC 2007-ben nyerte el jelenlegi formáját, három helyi klub (a Kevlin United FC, a Sperrin Athletic FC és az Omagh United Youth FC) összevonásával. A csapat a The Fermanagh and Western Amateur Football League-ben, és a The Mid Ulster Youth League-ben szerepel.
Omagh két gael-labdarúgócsapatnak is otthont ad, az Omagh St. Enda's-nak és a Drumragh Sarsfields-nek.
Ezeken kívül a városnak van egy amatőr rögbicsapata is, az Omagh Academicals.